# 지토세산 (오키나와현)

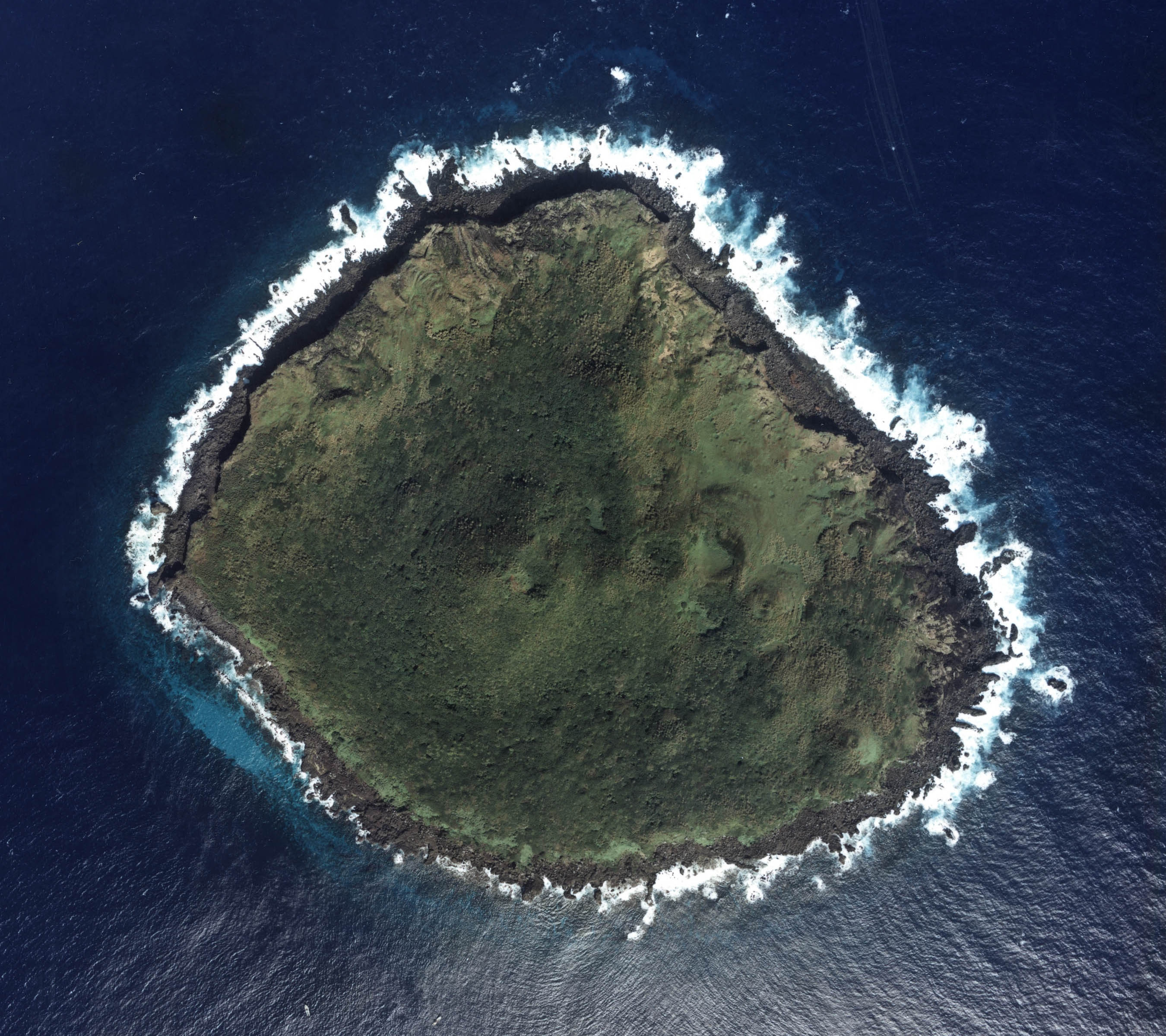
구바 섬(중국명 황웨이 섬)

지토세산(일본어: 千歳山 지토세야마[*]) 또는 황마오봉(중국어: 黄毛峰)은 센카쿠 제도 또는 댜오위다오의 구바섬(중국명: 황웨이섬)에 있는 산이다. 고도는 117m로, 구바섬(중국명: 황웨이섬)의 최고봉이다.